# Labalme
Cet article possède un paronyme, voir La Balme.
Labalme est une commune française, située dans le département de l'Ain en région Auvergne-Rhône-Alpes.

## Géographie

### Climat
Pour des articles plus généraux, voir Climat d'Auvergne-Rhône-Alpes et Climat de l'Ain.
En 2010, le climat de la commune est de type climat de montagne, selon une étude du CNRS s'appuyant sur une série de données couvrant la période 1971-2000. En 2020, Météo-France publie une typologie des climats de la France métropolitaine dans laquelle la commune est exposée à un climat de montagne ou de marges de montagne et est dans la région climatique Jura, caractérisée par une forte pluviométrie en toutes saisons (1 000 à 1 500 mm/an), des hivers rigoureux et un ensoleillement médiocre.
Pour la période 1971-2000, la température annuelle moyenne est de 9,1 °C, avec une amplitude thermique annuelle de 16,9 °C. Le cumul annuel moyen de précipitations est de 1 552 mm, avec 12,1 jours de précipitations en janvier et 8,5 jours en juillet. Pour la période 1991-2020, la température moyenne annuelle observée sur la station météorologique de Météo-France la plus proche, « Vieu », sur la commune de Vieu-d'Izenave à 4 km à vol d'oiseau, est de 9,4 °C et le cumul annuel moyen de précipitations est de 1 610,3 mm,. Pour l'avenir, les paramètres climatiques de la commune estimés pour 2050 selon différents scénarios d'émission de gaz à effet de serre sont consultables sur un site dédié publié par Météo-France en novembre 2022.

## Urbanisme

### Typologie
Au 1er janvier 2024, Labalme est catégorisée commune rurale à habitat dispersé, selon la nouvelle grille communale de densité à 7 niveaux définie par l'Insee en 2022.
Elle est située hors unité urbaine et hors attraction des villes,.

### Occupation des sols
L'occupation des sols de la commune, telle qu'elle ressort de la base de données européenne d’occupation biophysique des sols Corine Land Cover (CLC), est marquée par l'importance des forêts et milieux semi-naturels (71 % en 2018), une proportion sensiblement équivalente à celle de 1990 (70,7 %). La répartition détaillée en 2018 est la suivante : forêts (70,8 %), zones agricoles hétérogènes (22,6 %), prairies (3,5 %), zones urbanisées (2,9 %), espaces ouverts, sans ou avec peu de végétation (0,1 %).
L'évolution de l’occupation des sols de la commune et de ses infrastructures peut être observée sur les différentes représentations cartographiques du territoire : la carte de Cassini (XVIIIe siècle), la carte d'état-major (1820-1866) et les cartes ou photos aériennes de l'IGN pour la période actuelle (1950 à aujourd'hui).

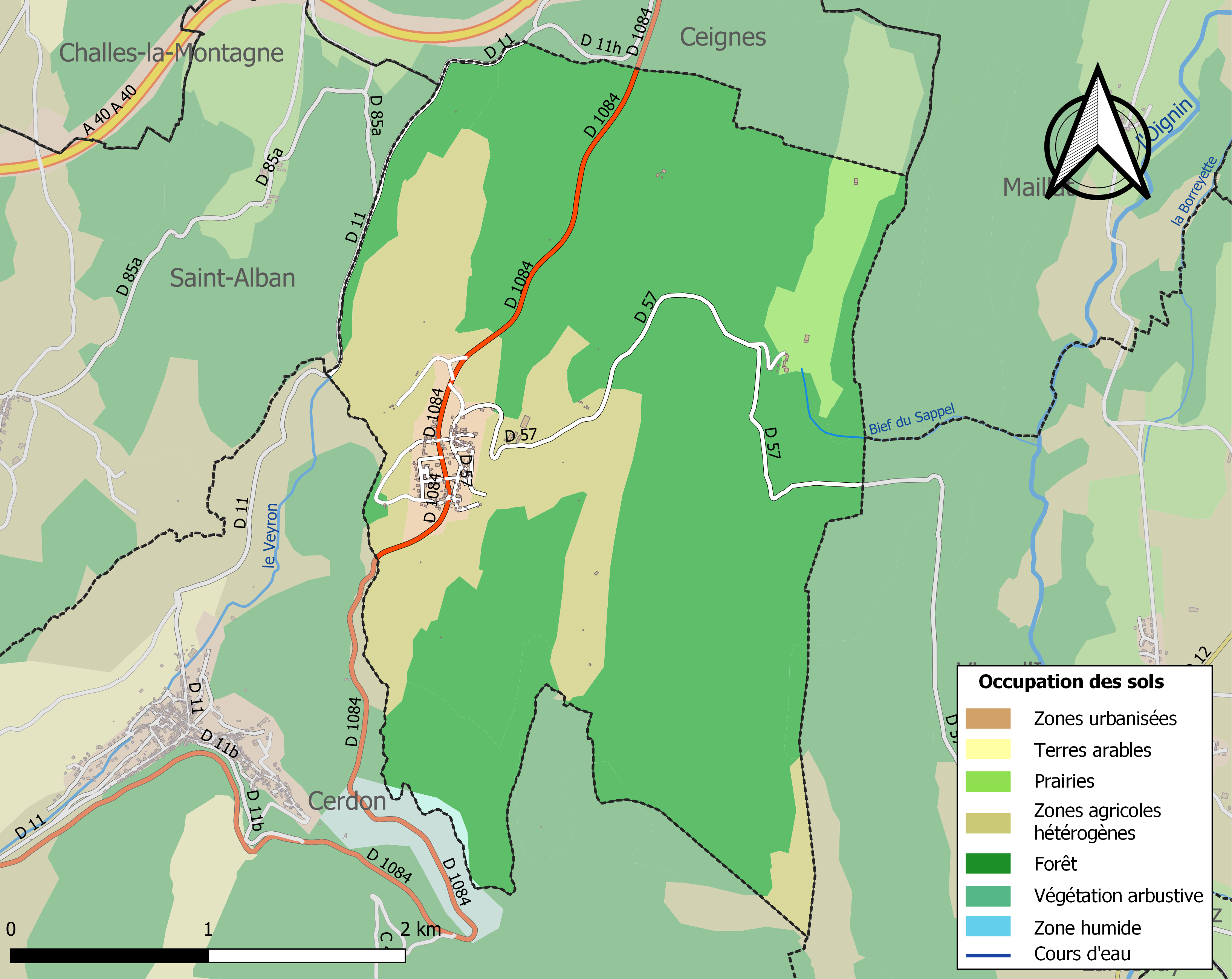
Carte des infrastructures et de l'occupation des sols de la commune en 2018 (CLC).

## Toponymie
Le nom Labalme signifie « la grotte » et s'explique sans doute par la présence des grottes du Cerdon.
Le nom usuel de la commune est Labalme-sur-Cerdon.

## Histoire
Paroisse (Balma) annexe de Saint-Alban, puis de Cerdon, sous le vocable de saint Amand.
L'église de la Balme fut unie au chapitre de l'église de Saint-Jean-Baptiste de Cerdon par bulle du pape Sixte IV, datée de mai 1479.

## Politique et administration

### Découpage territorial
La commune de Labalme est membre de la communauté de communes Rives de l'Ain - Pays du Cerdon, un établissement public de coopération intercommunale (EPCI) à fiscalité propre créé le 1er janvier 2012 dont le siège est à Jujurieux. Ce dernier est par ailleurs membre d'autres groupements intercommunaux.
Sur le plan administratif, elle est rattachée à l'arrondissement de Nantua, au département de l'Ain et à la région Auvergne-Rhône-Alpes. Sur le plan électoral, elle dépend du  canton de Pont-d'Ain pour l'élection des conseillers départementaux, depuis le redécoupage cantonal de 2014 entré en vigueur en 2015, et de la cinquième circonscription de l'Ain  pour les élections législatives, depuis le dernier découpage électoral de 2010.

### Administration municipale

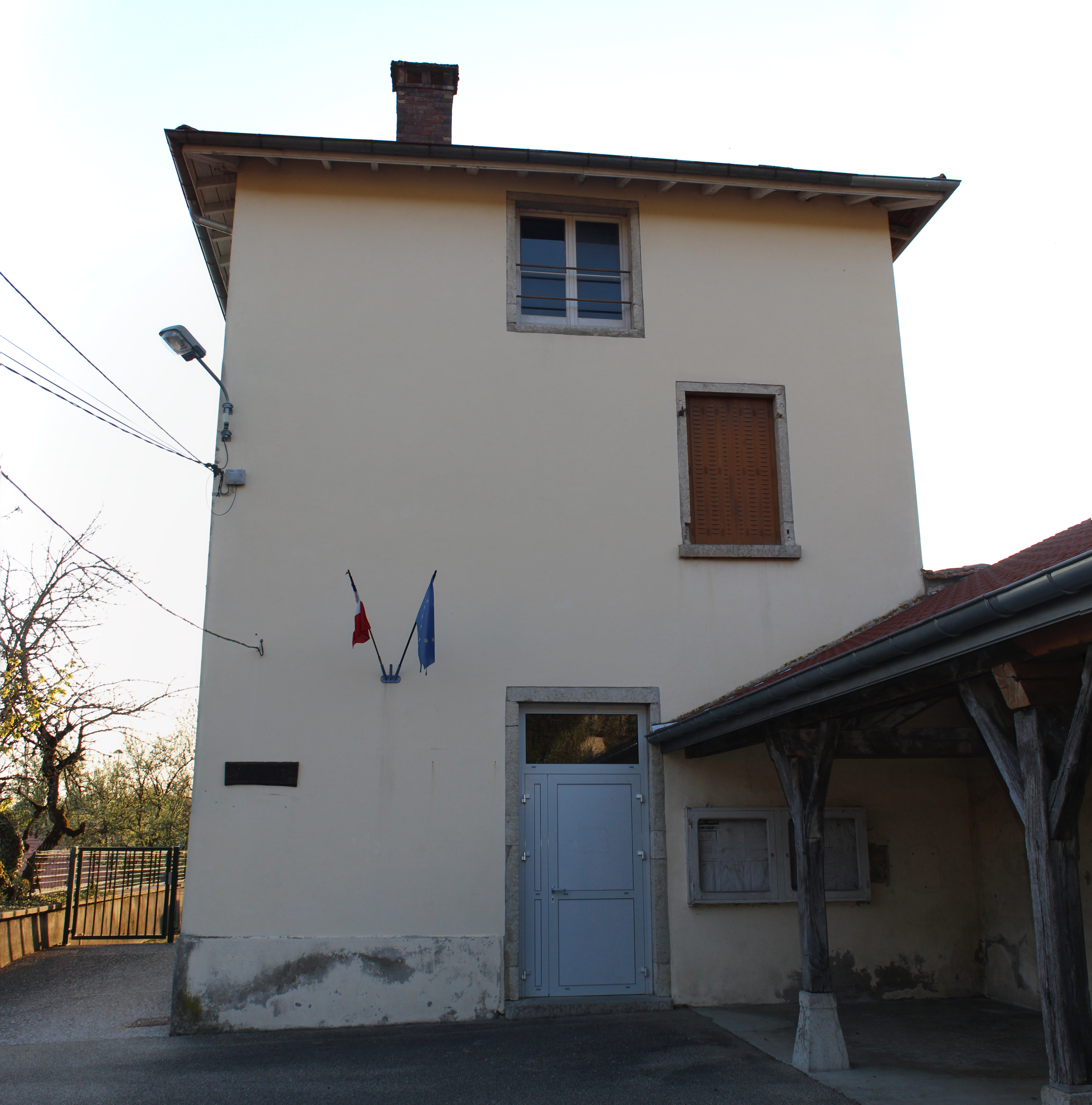
Mairie.

| Période                                  | Période   | Identité             | Étiquette | Qualité |
| ---------------------------------------- | --------- | -------------------- | --------- | ------- |
| mars 1983                                | juin 1995 | Marcelle Defrasne    |           |         |
| juin 1995                                | mars 2001 | Michel Moinat        |           |         |
| mars 2001                                | mars 2014 | Jean-Jacques Garnier |           |         |
| mars 2014                                | En cours  | Frédérique Mollie    | SE        | Cadre   |
| Les données manquantes sont à compléter. |           |                      |           |         |

## Population et société

### Démographie
L'évolution du nombre d'habitants est connue à travers les recensements de la population effectués dans la commune depuis 1793. Pour les communes de moins de 10 000 habitants, une enquête de recensement portant sur toute la population est réalisée tous les cinq ans, les populations de référence des années intermédiaires étant quant à elles estimées par interpolation ou extrapolation. Pour la commune, le premier recensement exhaustif entrant dans le cadre du nouveau dispositif a été réalisé en 2005.

En 2022, la commune comptait 207 habitants, en évolution de −2,36 % par rapport à 2016 (Ain : +5,15 %, France hors Mayotte : +2,11 %).
| 1793 | 1800 | 1806 | 1821 | 1831 | 1836 | 1841 | 1846 | 1851 |
| ---- | ---- | ---- | ---- | ---- | ---- | ---- | ---- | ---- |
| 448  | 390  | 420  | 420  | 434  | 429  | 420  | 445  | 452  |

| 1856 | 1861 | 1866 | 1872 | 1876 | 1881 | 1886 | 1891 | 1896 |
| ---- | ---- | ---- | ---- | ---- | ---- | ---- | ---- | ---- |
| 412  | 445  | 368  | 320  | 306  | 293  | 369  | 297  | 271  |

| 1901 | 1906 | 1911 | 1921 | 1926 | 1931 | 1936 | 1946 | 1954 |
| ---- | ---- | ---- | ---- | ---- | ---- | ---- | ---- | ---- |
| 248  | 264  | 226  | 206  | 170  | 153  | 167  | 153  | 131  |

| 1962 | 1968 | 1975 | 1982 | 1990 | 1999 | 2005 | 2006 | 2010 |
| ---- | ---- | ---- | ---- | ---- | ---- | ---- | ---- | ---- |
| 118  | 140  | 117  | 104  | 120  | 135  | 147  | 152  | 204  |

| 2015 | 2020 | 2022 | - | - | - | - | - | - |
| ---- | ---- | ---- | - | - | - | - | - | - |
| 214  | 213  | 207  | - | - | - | - | - | - |

## Enseignement
La commune de Labalme est rattachée à l'académie de Lyon et l'école primaire de la commune dépend de l'inspection académique de l'Ain.

## Culture et patrimoine

### Lieux et monuments
- Château de Sappel du XVIIIe siècle.
- Ruines du château de Barrioz, possession des sires de la Balme cités vers 1100[18].

On y distingue une enceinte ovoïde précédée et protégée du côté de l'accès par un double fossé. Une grande archère protège son accès au sud-est. Un puits encore en eau est présent au centre de l'enceinte. Très peu de vestiges récemment dégagés.
- Ruines du château de Saint-Julien ou de la Bâtie-sur-Cerdon ou la Bâtie de Corlieu, possession des chevaliers de la Balme cité depuis le XIIe siècle. En 1255 Étienne de la Balme fait hommage du château à Philippe de Savoie. Le château est en ruines en 1650[19].
- Église Saint-Amand de Labalme (gothique) du XVe siècle.